# هالترن آم زه
شهر هالترن آم زِ (به آلمانی Haltern am See) در ایالت نوردراین-وستفالن در کشور آلمان واقع شده‌است.

## نگارخانه

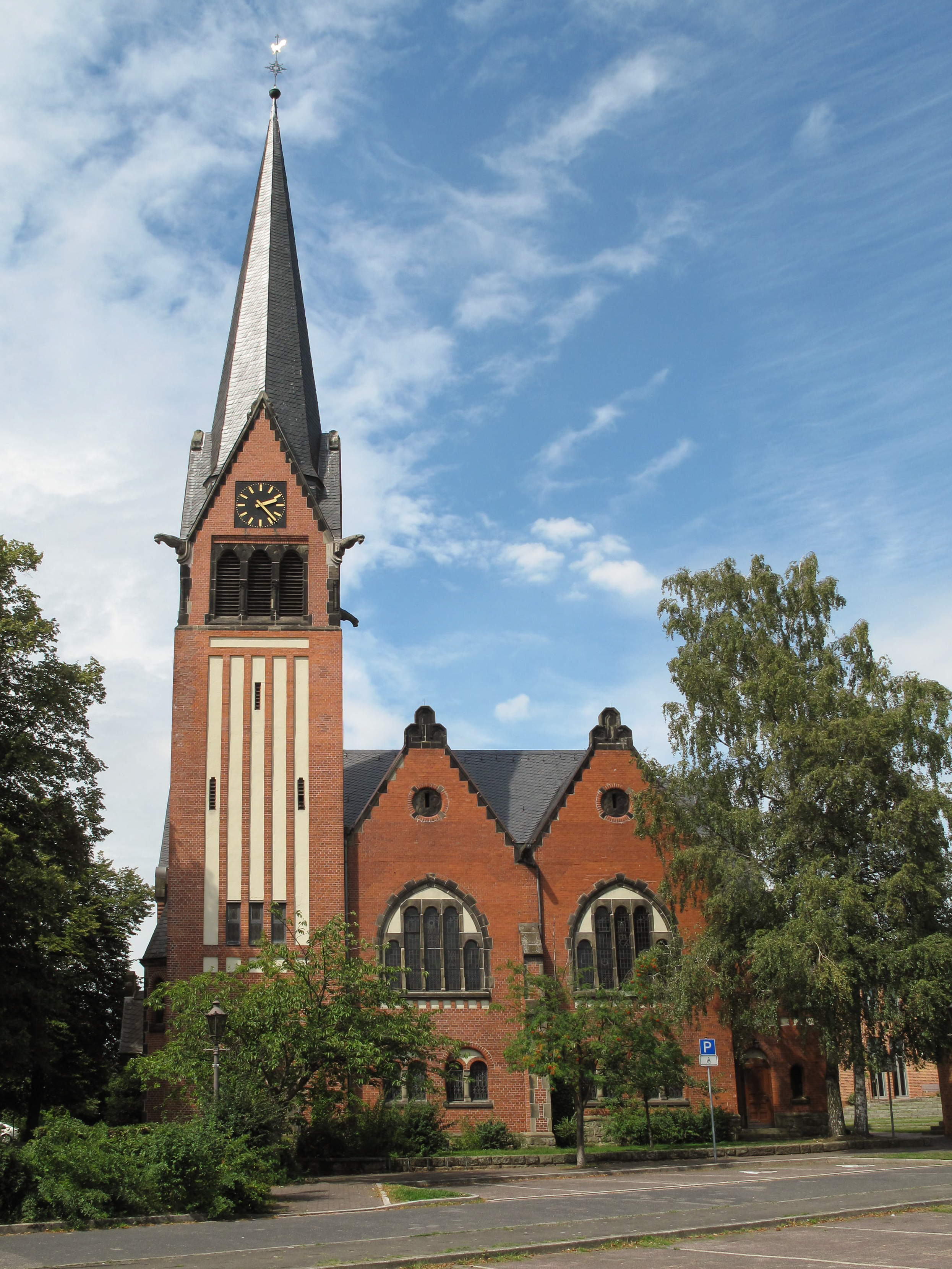
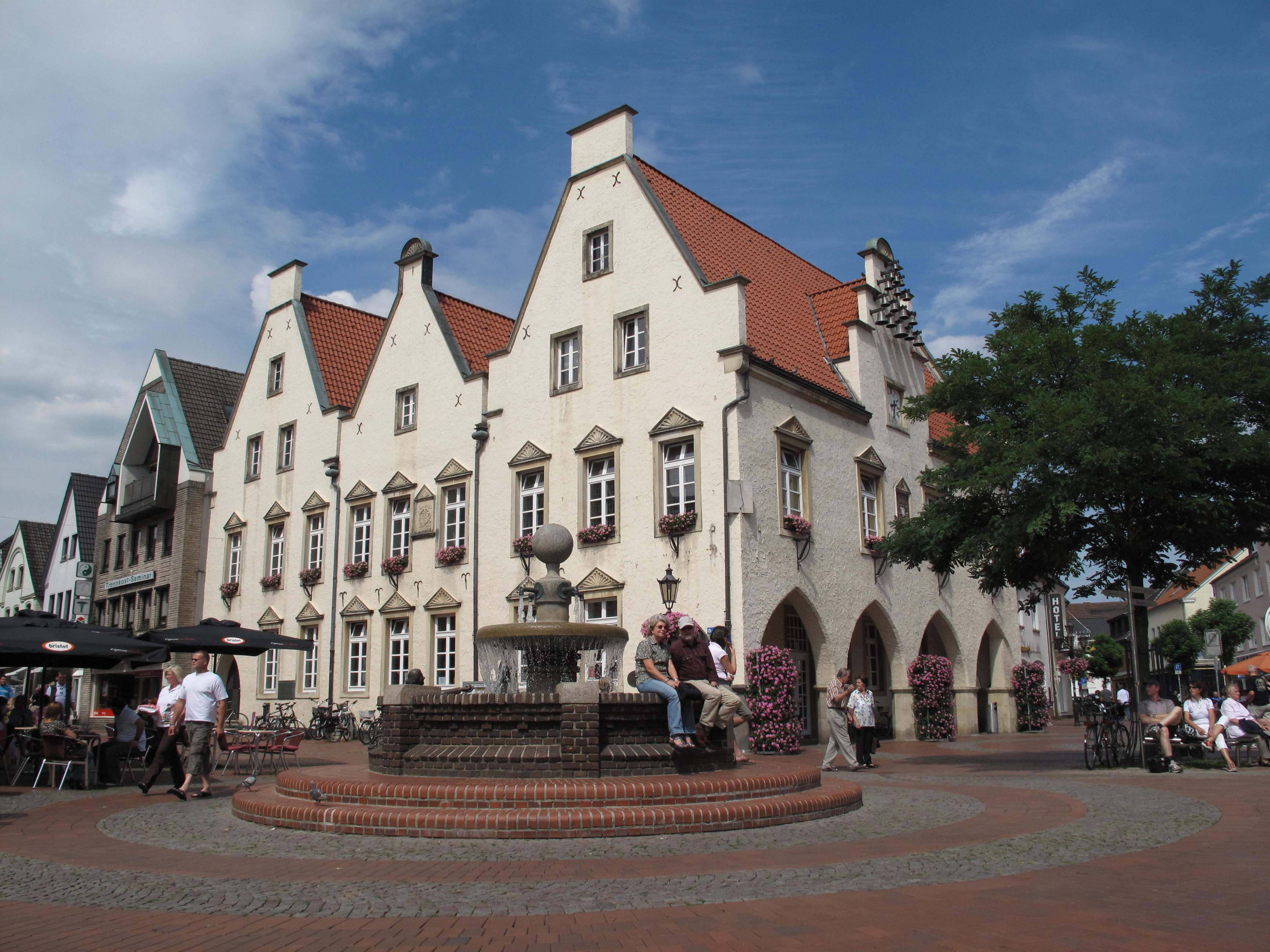